# Distretto di Jabal Saraj
Il distretto di Jabal Saraj è un distretto dell'Afghanistan appartenente alla provincia del Parvan.